# نواف عسيري
نواف حسن عسيري لاعب كرة قدم سعودي ، يلعب في نادي نيوم.

## مسيرة اللاعب
لعب في نادي الوطني ونادي نيوم.